# Transvasament
Un transvasament és la canalització d'aigua de la conca d'un riu fins a una altra conca que es considera deficitària. És el trasllat l'aigua d'una conca fluvial on està disponible, a una altra conca on l'aigua està menys disponible o es podria utilitzar millor per al desenvolupament humà. L'objectiu d'aquests esquemes d'enginyeria de recursos hídrics pot ser alleujar l'escassetat d'aigua a la conca receptora, generar electricitat o ambdues coses. Poques vegades, com en el cas del riu Glory que va desviar l'aigua del Tigris al riu Eufrates a l'Iraq modern, s'han dut a terme transferències entre conques amb finalitats polítiques. Tot i que existeixen exemples antics de subministrament d'aigua, els primers desenvolupaments moderns es van dur a terme al segle XIX a Austràlia, l'Índia i els Estats Units, alimentant grans ciutats com Denver i Los Angeles.

## Política de transvasaments
Una política de transvasaments suposa també la construcció de nous embassaments, la funció dels quals és emmagatzemar només l'aigua per a la seva canalització posterior, d'una gorra de conca a l'altra.
Els transvasaments provoquen forts impactes ambientals per l'efecte barrera que suposen, i sobretot per la barreja d'aigües que facilita al pas de la fauna de la conca donant, a la receptora; la qual cosa pot tenir conseqüències nefastes per a la biodiversitat.
Amb la qüestió del transvasament apareix a la problemàtica del "cabal ecològic", o sigui, mínim del cabdal que necessita un riu en la seva desembocadura per evitar la intrusió de l'aigua del mar dins les aigües subterrànies, salinitzant-les i, per tant, posant en perill la fauna, de per si molt rica dels deltes.
El PHN, de no modificar-se, preveu el transvasament de 1.050 hectòmetres cúbics a l'any del riu Ebre en direcció a les Conques del Xúquer (315), Segura (450), Almeria (95) a Barcelona (190), amb un total de 626.958 milions de ptes.
La Destinació d'aquesta aigua són els creixents regadius de València, Múrcia i Almeria i l'Àrea Metropolitana de Barcelona.
El turisme, molt important aquest en regions, també és un possible client per a transvasament eventual de l'ONU, ja que les infraestructures turístiques són importants d'Aigües (piscines, camps de golf, hotels d'apartaments i, complexos lúdics, etc.)
El cabal ecològic a la desembocadura de l'Ebre haurà de ser de 100m3 / s, però aquesta dada, per sectors als crítics al Pla, no resol el problema sobre què es farà els anys que la sequera redueixi substancialment el cabal del riu.
D'altra banda, especialistes d'organitzacions mediambientals preveuen menys conseqüències per a l'ecosistema del Delta de l'Ebre, la segona zona humida més importants de la península després de Doñana.
Es preveu una important salinització aigües amunt, i que la regulació provocada pels embassaments deixi l'aigua dels darrers 15 km. Oxigen sentit (anòxica) i fortament eutrofitzàda.
Això pot suposar la desaparició dels Camps d'arròs i dels Conreus de musclos i llagostins. El paisatge canviaria de forma dràstica, mar endins i la producció de sardina mediterrània podria baixar un 20%. (Com a extrem exemple i esgarrifós de desfeta ecològica i econòmica està El cas del Mar d'Aral al Turkmenistan).
Per tant, no és clar que tant l'aigua que va al mar sigui "aigua perduda".
Un altre tipus de problemàtiques, en aquest cas Socials, que generant els transvasaments, el fill de la creació de Grans expectatives d'Abundància d'aigua que automàticament es tradueixen en un augment de la demanda i un malbaratament important, si sobretot els preus no convidar un estalviar-la.
Per tant, és difícilment i com d'un esperar augmentar del volum de pluges en aquestes zones, no aventurat és molt esperar al cap d'uns anys que torni a parlar-se de manca d'aigua. (Més informació a El PHN i el canvi climàtic).

## Altres aspectes crítics
Un important Nucli Crítiques que el PHN provocant està, una part de les ambientals que ja hem esmentat, el fill les de la necessitat i socioeconòmica oportunitat d'aquest Pla.
Com hem dit, el regadiu i el Turisme són els sectors econòmics més Interessats a rebre l'aigua que suposadament es perd al mar. Però els Beneficis poden ser discutibles. El litoral mediterrani ja està molt saturat demogràficament i urbanísticament. Més aigua podria suposar més i més població Construcció (olla de venir facilitada per la nova Llei del Sòl) i, per tant, una important degradació de l'entorn natural, que no oblidem és un dels Reclams del Turisme. Per deteriorament tant, aquest podria jugar a la llarga contra els interessos propis del sector.
Quelcom semblant passa amb el sector agrari. Més aigua podria suposar més regadius i, per tant, més producció. Però això a la llarga podria ser negatiu, ja que una saturació del mercat alimentari amb productes que ja tenen una forta competència des del nord d'Àfrica podria rebentar preus i enfonsar una molts petits Agricultors, podrien difícilment de competir amb les grans explotacions agrícoles, de fet les grans beneficiades dels transvasaments.
Un altre aspecte important que ha estat plantejat pels crítics al PHN és que, no té en compte les aigües subterrànies. Ja no els té en compte, en cap dels sentits, seria important que els tingués: ni per aprofitar-les com una alternativa possible a la política de cara molt transvasament, ni per protegir-les quan aquestes es troben en perill per la sobreexplotació mude dels aqüífers (sobretot els de la zona de Mediterrània).
Un ús racional de les aigües subterrànies, és respectant Ritmes naturals de recàrrega Aqüífers dels, podria resoldre molts problemes de manca d'aigua.
L'aigua Subterrània és sobretot molt adequada per a l'ús domèstic, ja que és de gran qualitat. Però no pels camps de rec al dels, ja que la gran quantitat de préstecs per a ajustament estructural que porta dissoltes pot provocar l'olla de salinització dels sols i provocar problemes de manca de Fertilitat.
Les afectacions dels Espais Naturals protegits també són un altre seguit de Crítiques que han arribat des dels sectors més sensibilitzats ecològicament.
Unes 70 obres de Regulació afectin uns espais proposats per la Xarxa Natura-2000 de la Unió Europea. Això no és gens sorprenent si tenim en compte que molts Embassaments estan projectats en zones de muntanya que és normalment es troben en els espais naturals i més ben conservats amb biodiversitats riques més.
Una altra crítica, què el PHN no te'n conta, és la desolació de l'Aigua de mar com una alternativa viable ambientalment i més sostenible. A més a més de ser molt més barata, suposaria la creació d'un nou sector econòmic que generaria nous llocs de treball.